# Северская, Нина Константиновна
Нина Константиновна Северская (13 июля 1927, Камышин — 31 октября 2014, Чита) — советский врач-хирург. Герой Социалистического Труда (1978).

## Биография
Родилась 13 июля 1927 года в городе Камышин.
В 1949 году окончила Саратовский медицинский институт. С 1949 по 1952 годы работала терапевтом на врачебном участке совхоза «Пограничный» села Бутунтай Александрово-Заводского района Читинской области.
С 1952 года Н. К. Северская после получения специализации по хирургии, была  назначена районным хирургом Быркинского района Читинской области, благодаря Н. К. Северской было открыто хирургическое отделение в Приаргунской больнице.
С 1960 по 1966 годы работала ординатором в 3-м хирургическом отделении Читинской областной клинической больницы. С 1966 по 1983 годах — заведующая детским хирургическим отделением Читинской областной клинической больницы. Помимо основной деятельности Н. К. Северская являлась — внештатным главным детским хирургом Читинской области.
20 июля 1971 года  Указом Президиума Верховного Совета СССР «за высокие трудовые достижения по итогам восьмой пятилетки (1966-1970)» Нина Константиновна Северская была награждена Орденом Знак Почёта.
23 октября 1978 года  Указом Президиума Верховного Совета СССР «за большие заслуги в развитии народного здравоохранения» Нина Константиновна Северская была удостоена звания Героя Социалистического Труда с вручением Ордена Ленина и золотой медали «Серп и Молот»
С 1983 по 1994 годы работала врачом детского хирургического отделения Читинской областной клинической больницы, а с 1994 года — хирургом областной детской поликлиники.
Помимо основной деятельности Н. К. Северская являлась председателем Читинского областного комитета защиты мира. Неоднократно избиралась депутатом Читинского областного Совета народных депутатов.
Жила в городе Чита Забайкальского края. Умерла 31 октября 2014 года.

## Награды
- Медаль «Серп и Молот» (23.10.1978)
- Орден Ленина (23.10.1978)
- Орден Знак Почёта (20.07.1971)
- Медаль «Ветеран труда»

### Звания
- Почётный гражданин Читинской области (1997)